# Glencoe (Oklahoma)
Pour les articles homonymes, voir Glencoe.
Glencoe est une ville du Comté de Payne en Oklahoma.
Sa population était de 601 habitants en 2010.